# Bogdan Chazan
Bogdan Feliks Chazan (ur. 27 października 1944 w Kościeniewiczach) – polski lekarz, profesor ginekologii i położnictwa, były wykładowca Uniwersytetu Jana Kochanowskiego w Kielcach, autor książek i działacz antyaborcyjny.

## Życiorys
Miał czworo rodzeństwa. Jego kuzynką jest Ewa Błasik, wdowa po gen. Andrzeju Błasiku.
Ukończył I Liceum Ogólnokształcące im. Bolesława Prusa w Siedlcach w 1961, a następnie Akademię Medyczną w Warszawie. Od 1978 był uczniem, następnie współpracownikiem Michała Troszyńskiego, a później został jego następcą na stanowisku Kliniki Położnictwa i Ginekologii Instytutu Matki i Dziecka w Warszawie, które sprawował w latach 1992–2002. Prezydent RP Aleksander Kwaśniewski postanowieniem 2 lipca 1998 przyznał Bogdanowi Chazanowi tytuł naukowy profesora nauk medycznych.
W latach 1998–2001, w czasie rządów koalicji AWS-UW, Bogdan Chazan pełnił stanowisko Krajowego Konsultanta w Dziedzinie Położnictwa i Ginekologii, z którego został zwolniony przez Ministra Zdrowia Mariusza Łapińskiego na skutek skarg Federacji na rzecz Kobiet i Planowania Rodziny zarzucających Bogdanowi Chazanowi wydawanie niezgodnych z prawem opinii. W latach 2004–2014 Bogdan Chazan był dyrektorem ginekologiczno-położniczego Szpitala Specjalistycznego im. Świętej Rodziny w Warszawie.
Został członkiem Rządowej Rady Ludnościowej, zasiadając w niej przez kilka kadencji, w latach 1992–2007 i ponownie od 2012. Został członkiem Komitetu Nauk Demograficznych przy Wydziale I Nauk Humanistycznych i Społecznych Polskiej Akademii Nauk oraz członkiem komisji problemowych Regionalnego Biura Europejskiego Światowej Organizacji Zdrowia i Rady Europy. Został przewodniczącym Rady organizacji MaterCare International pomagającej matkom i dzieciom w krajach rozwijających (np. Kenia, Haiti, po trzęsieniu ziemi z 2010). Był recenzentem kilku podręczników Ministerstwa Edukacji Narodowej ścieżki międzyprzedmiotowej „Wychowanie do życia w rodzinie”. Został nauczycielem akademickim na Uniwersytecie Jana Kochanowskiego w Kielcach i wszedł w skład Rady Wydziału Nauk o Zdrowiu tej uczelni. Wszedł w skład Rady Naukowej centrum medycznego Medicover.
W czasach PRL wykonywał zabiegi aborcji. Sam podał, że podczas pracy w Szpitalu Wolskim w Warszawie przeprowadził ok. 500 zabiegów przerwania ciąży. Później został zadeklarowanym przeciwnikiem aborcji (patrz: Kontrowersje związane z aborcją) oraz propagatorem naprotechnologii w Polsce. W wyborach samorządowych w 2006 bez powodzenia ubiegał się o mandat radnego warszawskiej dzielnicy Wilanów z listy Prawa i Sprawiedliwości. W 2014 był sygnatariuszem Deklaracji wiary lekarzy katolickich i studentów medycyny w przedmiocie płciowości i płodności ludzkiej.
Ukazały się książki dotyczące Bogdana Chazana: w sierpniu 2014 nakładem Wydawnictwa WAM wywiad-rzeka z Bogdanem Chazanem autorstwa Macieja Müllera pt. Prawo do życia. Bez kompromisu, w listopadzie 2014 nakładem wydawnictwa Fronda publikacja autorstwa Tomasza Terlikowskiego pt. Sprawa profesora Chazana. Kulisy manipulacji.

## Życie prywatne
Dwukrotnie zawarł związek małżeński. Pierwsza i druga żona są lekarkami. Został ojcem dziecka urodzonego poza małżeństwem.

## Publikacje
- Biologiczne następstwa ekspozycji na pola elektromagnetyczne w zakresie reprodukcji i rozwoju: (badania doświadczalne i epidemiologiczne) (1990)

Jako współautor
- Developmental and teratogenic effects of 2450 MHz microwaves in mice (1986)
- Dziewięć miesięcy – troski i radości: poradnik dla rodziców. Praca zbiorowa (1996)
- Ginekologia w praktyce lekarza rodzinnego (1997)
- Położnictwo w praktyce lekarza rodzinnego (1997)
- Zakażenia w położnictwie (1998)
- Żywienie kobiety w różnych okresach życia (1998)
- Opieka przedporodowa w ciąży prawidłowej (1998)
- Połóg – najczęstsze problemy zdrowotne (1998)
- Zasady prawidłowego żywienia młodzieży (1998)
- Szkoła rodzenia: materiały dla organizatorów szkół (1998)
- Zadania położnej w opiece przedkoncepcyjnej i przedporodowej (1998)
- Ciąża i HIV: materiały edukacyjne dla kobiet zakażonych HIV (1998)
- Naturalne planowanie rodziny: co powinni wiedzieć pracownicy służby zdrowia (1998)
- Jak pomóc w wyborze odpowiedniej metody antykoncepcyjnej: co powinni wiedzieć pracownicy służby zdrowia (1998)
- Dziewięć miesięcy – troski i radości: poradnik dla przyszłych matek. Praca zbiorowa (1999)
- Pierwszy rok życia – troski i radości: poradnik dla rodziców (1999)
- Rudolfa Klimka położnictwo (1999)
- Położnictwo i ginekologia w zarysie (2006)
- Postępowanie w nagłych stanach w położnictwie i ginekologii (2009)
- Aborcja: przyczyny, następstwa, terapia (2009)
- Udany poród: jak wcześnie zapobiec dystocji i ją leczyć (2014)
- Wygaszanie Polski, Wydawnictwo Biały Kruk (2015)

## Odznaczenia i wyróżnienia
Odznaczenia
- Krzyż Kawalerski Orderu Odrodzenia Polski (2011, przyznany postanowieniem Prezydenta RP Bronisława Komorowskiego „za wybitne zasługi w pracy zawodowej na rzecz ochrony zdrowia, za osiągnięcia w działalności naukowo-dydaktycznej”)[28]
- Złoty Krzyż Zasługi (1998, przyznany postanowieniem Prezydenta RP Aleksandra Kwaśniewskiego na wniosek Ministra Zdrowia i Opieki Społecznej „za wzorowe, wyjątkowo sumienne wykonywanie obowiązków wynikających z pracy zawodowej”)[29]
- Złoty Medal „Zasłużony dla Nauki Polskiej Sapientia et Veritas” (2023)[30]

Wyróżnienia
- Tytuł „Parasol Szczęścia” (przyznany przez czytelników pisma „Twoje Dziecko”)[31]
- nagroda honorowa Międzynarodowej Federacji Katolickich Stowarzyszeń Lekarskich, FIAMC (fr. Fédération Internationale des Associations Médicales Catholiques)[32]
- za całokształt dorobku naukowego w duchu humanizmu chrześcijańskiego Nagroda im. Księdza Idziego Radziszewskiego Towarzystwa Naukowego KUL za rok 2014[33]
- Nagroda Grzegorza I Wielkiego przyznana przez „Niezależna Gazeta Polska – Nowe Państwo” za rok 2014[34]
- Nagroda „Prawda-Krzyż-Wyzwolenie” Ruchu Światło-Życie za niezłomną obronę życia nienarodzonych[35]
- Nagroda im. Sługi Bożego Jerzego Ciesielskiego za rok 2019[36]

## Kontrowersje związane z aborcją
W 2001 za czasów funkcjonowania koalicji SLD-UP-PSL wskutek skarg Federacji na rzecz Kobiet i Planowania Rodziny dotyczących wskazań do aborcji minister Mariusz Łapiński odwołał go ze stanowiska Krajowego Konsultanta w Dziedzinie Położnictwa i Ginekologii.
W 2014 został oskarżony o to, że będąc dyrektorem szpitala łamał Kodeks pracy oraz ignorował prawomocne wyroki sądu. W tym samym roku powołując się na klauzulę sumienia odmówił dokonania aborcji nieodwracalnie uszkodzonego płodu. Zdaniem pacjentki i jej pełnomocnika, Marcina Dubienieckiego, świadomie i celowo przeciągał procedury tak długo, by legalne przerwanie ciąży było już niemożliwe, oraz nie skierował jej do lekarza, który przeprowadziłby aborcję, mimo że zgodnie z obowiązującym prawem miał taki obowiązek. Poszkodowana złożyła skargę do wiceprezydenta Warszawy i zapowiedziała złożenie oskarżenia w prokuraturze. Wobec zarzutów Chazan bronił się argumentując, iż „działanie wymierzone bezpośrednio w życie dziecka, mające na celu jego uśmiercenie, jest niewłaściwe”. W konsekwencji, 3 lipca 2014 Narodowy Fundusz Zdrowia nałożył karę 70 tysięcy złotych na Szpital im. Świętej Rodziny w Warszawie. 21 lipca Chazan został zwolniony z funkcji dyrektora szpitala przez prezydent Warszawy Hannę Gronkiewicz-Waltz.
W sprawie klauzuli sumienia odnośnie do odmowy dokonywania zabiegów aborcji w 2014 wyraz solidarności i wsparcia Bogdanowi Chazanowi udzielili jego zwolennicy na zorganizowanym wiecu, a ponadto Konferencja Episkopatu Polski, abp Henryk Hoser, kard. Kazimierz Nycz, były szef Naczelnej Rady Lekarskiej Konstanty Radziwiłł, Cezary Pazura, Natalia Niemen, władze szpitala w Wołominie, środowisko medyczne Świętej Rodziny i Katolickie Stowarzyszenie Lekarzy Polskich, fundacje i stowarzyszenia, w tym organizacje polskie i europejskie z ruchu pro-life oraz powstała inicjatywa obywatelska zbierająca podpisy pod listem poparcia profesora.
Przeciwko działalności Bogdana Chazana protestował Sojusz Lewicy Demokratycznej. Pikietę pod Sejmem zorganizowała grupa wywodzących się głównie ze środowisk feministycznych osób, protestujących przeciw praktykom odmawiania kobietom zgodnych z prawem świadczeń medycznych.
30 kwietnia 2015 rzecznik Prokuratury Okręgowej w Warszawie ogłosił, że śledztwo, które prowadziła Prokuratura Rejonowa Warszawa Mokotów, przeciwko profesorowi Chazanowi zostało umorzone, „wobec braku znamion czynu zabronionego”. Umorzone śledztwo dotyczyło „narażenia pacjenta na bezpośrednie niebezpieczeństwo utraty życia lub ciężkiego uszczerbku na zdrowiu przez lekarza szpitala im. Świętej Rodziny w Warszawie w związku z odmową przeprowadzenia zabiegu usunięcia ciąży” oraz „przekroczenia uprawnień i niedopełnienia obowiązków”. W komunikacie stwierdzono, że zostały spełnione przesłanki dla zgodnego z prawem usunięcia ciąży, a prof. Chazan nie dopełnił obowiązków związanych z powołaniem się na klauzulę sumienia, którą zresztą zastosowano w sposób nieprawidłowy. Jednakże z racji tego, że dyrektor szpitala ani lekarz nie są funkcjonariuszami publicznymi, niedopełnienie obowiązków nie wyczerpało znamion przestępstwa. W kwestii pierwszego zarzutu stwierdzono, że kontynuowanie ciąży nie stanowiło bezpośredniego zagrożenia dla życia lub zdrowia matki, zatem sprawę umorzono także w tym zakresie.